# فلاديمير سولوفيوف (رائد فضاء)
فلاديمير سولوفيوف (بالإنجليزية: Vladimir Solovyov)‏ (و. 1946 – م) هو مهندس، ورائد فضاء من الاتحاد السوفيتي، وروسيا . ولد في موسكو .

## ريادة الفضاء
شارك في المهمات الفضائية:
- Soyuz T-10
- Soyuz T-15
- Soyuz T-11.

## التعليم
تعلم في جامعة موسكو التكنولوجية (منذ 1964)

## جوائز
حصل على جوائز منها:
- فارس وسام جوقة الشرف
- Order For Services to the Fatherland 4th degree
- Pilot-Cosmonaut of the USSR
- بطل الاتحاد السوفيتي
- وسام لينين
- ميدالية النجمة البرونزية
- Medal "For Merit in Space Exploration".

## الروابط الخارجية
- نبذة عن فلاديمير ألكسيفيتش سولوفييف على الموقع الرسمي الأكاديمية الروسية للعلوم